# Теда Бара
Теодосия Барр Гудман (англ. Theodosia Burr Goodman; 29 июля 1885, Цинциннати — 7 апреля 1955, Лос-Анджелес), более известная как Теда Бара (англ. Theda Bara) — американская актриса, звезда немого кино и секс-символ конца 1910-х годов. Промоутеры актрисы распространяли мнение, что её имя — это анаграмма фразы Arab Death (то есть арабская смерть), однако на самом деле Теда — это укороченная форма её настоящего имени, а Бара — среднее имя её бабушки со стороны матери.
Несмотря на скоротечность карьеры — Бара активно снималась на протяжении всего пяти лет, с 1915 по 1919 год, — она была одной из самых популярных актрис своего времени и одним из первых секс-символов кинематографа. Она носила прозвище The Vamp (Вампирша), что на сленге тех лет было синонимом коварной обольстительницы мужчин, и вошла в число первых актрис, сформировавших на экране образ женщины-вамп (см. также Луиза Глаум, Барбара ла Марр). Впоследствии его развили актрисы Пола Негри, Нита Нальди и, в ранних фильмах, Мирна Лой.

## Биография

### Ранние годы
Теодосия Барр Гудман родилась 29 июля 1885 года в Цинциннати (штат Огайо, США) в семье польского эмигранта-еврея Бернарда Гудмана и его жены Полины Луизы Француазы де Коппе, швейцарки франко-немецкого происхождения. Отец был партнёром фирмы Ochs, Weil, and Goodman. Одни источники утверждают, что он работал в оптовой торговле одеждой, другие — что он был успешным портным. Полина, умная и образованная женщина, вела собственный бизнес по производству париков и уходу за волосами — Dunkelmyer and De Coppet. Бернард долго добивался её руки, и хотя она не хотела замуж, всё же согласилась. Семья Гудманов добилась заметного положения среди среднего класса. У них были двое слуг — тогда это было доступно многим американским семьям среднего достатка. Родители назвали дочь в честь Теодосии Барр Элстон, дочери 3-го вице-президента США Аарона Барра, трагически исчезнувшей при таинственных обстоятельствах, ставшей частью национального фольклора. Ходила легенда, будто пират Доминик Ю, захвативший её судно, был так очарован ею, что после казни команды позволил ей «спуститься в воду с грацией, будто она выходит из кареты». Другие источники утверждали, что её корабль погиб у мыса Хаттерас — «кладбища кораблей». Теодосия была старшим ребёнком в семье, в 1888 году у неё появился брат Марк, а в 1897 году — сестра Эстер, которая потом тоже стала играть в кино. С детства проявляла артистизм и склонность к театру: ещё в школьные годы выступала с драматическими монологами, а первое представление дала в амбаре перед соседями и друзьями. Её младший брат Марк помогал в организации представлений, она называла его «самым решительным менеджером» в её юной карьере. Несмотря на раннюю публичную активность, в жизни Теодосия была скромной и застенчивой. В семье и среди друзей её называли «Тео», «Тедди» и «Тэйда».
В 1897 году, в возрасте 12 лет, на церемонии своей бат-мицвы она подготовила театрализованное представление по библейскому сюжету о царице Эсфири. Необычный выбор костюма, вдохновлённого её собственным представлением о древности, вызвал протест со стороны религиозных участников и был воспринят как вызывающий. Это событие привлекло к ней внимание местного женского клуба, где позже она повторно представила свою версию образа Эсфири в более подходящей обстановке. С детства Теодосия проявляла интерес к литературе и фантазийному мышлению. Вместе с младшей сестрой писала сказки и участвовала в домашних театральных постановках. Обе девочки отличались склонностью к воображаемым мирам и творческому самовыражению. Гудман обучалась в престижной школе Walnut Hills High School в Цинциннати, где активно участвовала в деятельности Драматического клуба и работала в литературной редакции школьной газеты The Gleam. В школьные годы она проявила заметные актёрские способности, получив положительные отзывы со стороны преподавателей и одноклассников. «Она обожала играть, и решила стать актрисой, когда ей было всего шесть лет, и с тех пор ничто не могло изменить её решения», — вспоминала её мать. «Мы пытались увлечь её музыкой, рисованием, танцами, верховой ездой. Но это лишь усиливало её стремление к тому, от чего мы хотели её отвлечь». Существуют неподтверждённые утверждения, что в юности Теодосия стремилась стать киноактрисой, однако в то время актёрская профессия не пользовалась общественным уважением. Её основной целью скорее была театральная сцена, в частности Бродвей. Достоверные сведения о её первых ролях отсутствуют, а сохранившиеся рассказы, частично известные благодаря подруге актрисы Джоан Крейг, противоречивы и основаны на поздних публикациях.
В 1903 году Теодосия окончила школу и поступила в Университет Цинциннати, отучилась в нём два года. Теодосия стала помогать родителям в работе: временно замещала отца-закройщика после его травмы руки, а затем помогала матери в её магазине париков и косметики. Она проявляла интерес к парфюмерии и средствам по уходу за кожей, которые только начинали входить в обиход среди обеспеченных женщин.
В 1906 году посещение спектакля «Камилла» с участием Сары Бернар в Цинциннати вновь пробудило у неё интерес к актёрству. Позже, под именем Тео Гудман, она поступила в актёрскую школу в Чикаго, одновременно работая реквизитором. В этот период она жила в отеле Schlitz в Милуоки, предоставляя услуги организатора светских вечеров в обмен на проживание и питание. Теодосия регулярно посещала выступления Сары Бернар, чья актёрская игра оказала на неё значительное влияние.

### Первые роли в театре
Теодосия Барр Гудман переехала в Нью-Йорк, чтобы попытаться построить карьеру на Бродвее. Поездку профинансировал её отец. Она поселилась рядом с Вашингтон-сквер и выступала под сценическим именем Теодосия де Коппе (de Coppet), взятым по девичьей фамилии матери. Известно, что она получила небольшую роль в бродвейской постановке 1908 года по пьесе Ференца Мольнара «Дьявол» и, вероятно, гастролировала с труппой. Согласно некоторым источникам, в театральных кругах её заметили благодаря ролям типа femme fatale и увлечению спиритуализмом. Спиритуализм, популярный в то время в интеллектуальных и светских кругах, был темой, которой Теодосия интересовалась, что нашло отражение и в её заметках, где она писала о вере в существование высшей силы и возможность связи с потусторонним миром. Но в то время карьера Теодосии всё ещё не была успешной. Подробности этого периода туманны, а источники разнятся в описаниях её деятельности. Возможно, она играла второстепенные роли в идишском театре на Лоуэр-Ист-Сайде. Говорили, что она получала 25 долларов в неделю за небольшую роль в гастрольной постановке, но когда гонорар сократился до 18 долларов, она ушла и вернулась в Нью-Йорк. «Я категорически отказалась от понижения зарплаты. В этом отношении я была настоящей актрисой», — вспоминала она.
Далее небольшой перерод жизни Теодосии не известен. Но существуют неподтверждённые сведения о пребывании Теодосии в Европе в начале 1910-х годов. Биографы отмечают, что она могла гастролировать с театральными постановками в Англии, однако её участие в этих турах документально не подтверждено. По одной из версий, основанной на воспоминаниях Мэри Дести и её сына Престона Стёрджеса, Теодосия (под именем Теодосия де Коппе) некоторое время находилась в окружении Айседоры Дункан и её семьи. В этих мемуарах она описана как юная девушка восточного типа внешности, увлекавшаяся спиритуализмом и утверждавшая, что получает «послания от духов». Подробности её пребывания в Европе остаются неясными и во многом основаны на устных рассказах, достоверность которых исследователи считают спорной.
Европейская поездка Теодосии Барр Гудман завершилась осенью 1910 года. 20 октября она вернулась в США через Эллис-Айленд на борту парохода RMS Teutonic, зарегистрировавшись под сценическим именем Теодосия де Коппе и указав возраст 24 года. Поселившись в Гринвич-Виллидж, она вошла в богемную среду начинающих актёров, писателей и театральных деятелей. В 1911 году присоединилась к гастрольной труппе мюзикла The Quaker Girl, где главную роль исполняла будущая светская обозревательница Хедда Хоппер. По воспоминаниям Хоппер, Теодосия исполняла роль француженки с заметным акцентом.
В 1912 году Тедосия была в гастролях с водевильной комедией My Lady Dressed in Red и одновременно пробовала себя как драматург — в каталоге авторских прав Библиотеки Конгресса США она значится под именем «Theodosia de Coppet, New York», как автор пьесы The Bubble, водевиля в четырёх действиях, зарегистрированной 24 июня 1912 года, в соавторстве с Норманом Роузом. Согласно архивным данным, также значится «Theodosia B. De Coppet, New York» как автор зарегистрированной 29 июля 1913 года пьесы Mammy Chloe, or The Pendletons of Virginia, четырёхактной драмы с прологом, под псевдонимом T.B. De Coppet. Среди других пьес де Коппе — Narab’s Chance и A Russian Tragedy, зарегистрированные с Лойсом Нортоном в апреле 1914 года. Буквы «B» в её псевдониме могли означать как Baranger, так и Bara, ведь впоследствии она утверждала, что использовала имя Bara как литературный псевдоним. Однако нет доказательств, что какие-либо из этих пьес были поставлены.
После возвращения в Нью-Йорк к Теодосии присоединились мать и сестра, чтобы оказать поддержку, однако она продолжала сталкиваться с трудностями в поиске театральной работы. Один из первых предложенных ей опытов в кинематографе она отклонила, посчитав кино низкопробным по сравнению с театром и отказавшись сниматься даже за высокую по тем временам оплату. Вскоре произошёл пожар в её квартире, уничтоживший почти всё имущество. Теодосия и её сестра чудом избежали гибели. После длительных разбирательств страховая компания выплатила ей $900 вместо заявленных $2000, и этот период стал одним из самых тяжёлых в её жизни.

### Кинокарьера
К моменту начала кинокарьеры Теодосии Гудман было почти тридцать лет, что значительно превышало возраст большинства начинавших актрис того времени. Она утверждала, что к идее попробовать себя в кино её подтолкнул «контакт с духами», а среди ранних попыток выделялась встреча с режиссёром Сесилом Б. Демиллем, который позже признавался, что «не обращал на неё особого внимания». Осознавая конкуренцию с молодыми актрисами, Гудман сделала ставку на экзотичность образа, отрастив волосы до пояса и подчёркивая большие тёмные глаза макияжем. После долгих отказов она согласилась сняться в купальном костюме, отметив впоследствии: «Никто из нас (актёров) не будет работать бесплатно... Красивые слова о вдохновении не оплачивают расходы».

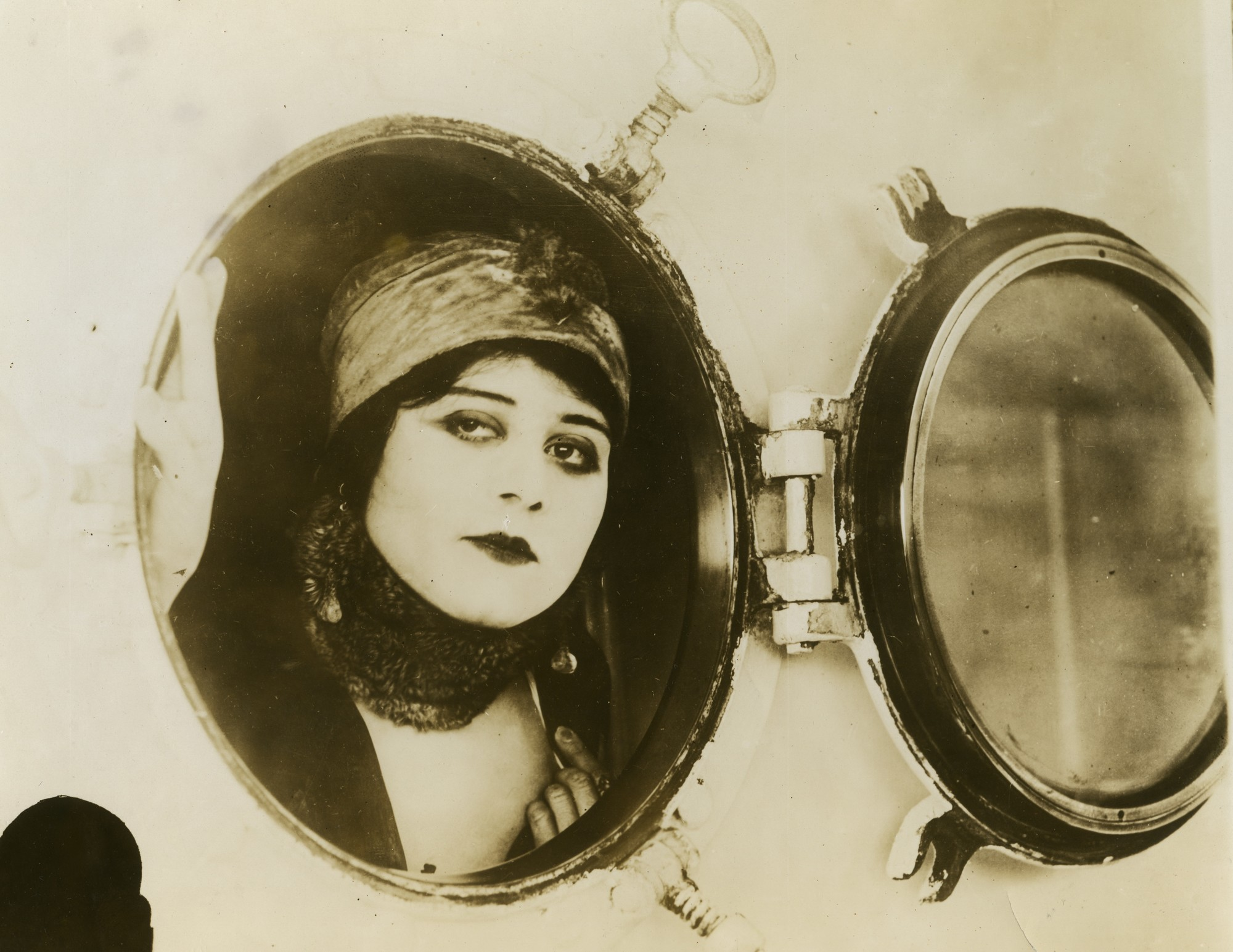
Кадр из фильма «Жил-был дурак» (1915).

В начале карьеры в кино Гудман обратилась за работой к режиссёру Фрэнку Пауэллу, который в то время снимал для студии Pathé фильм «Пятно» (1914). Пауэлл, впечатлённый экзотичной внешностью актрисы, предложил ей эпизодическую роль монахини, чтобы удержать начинающую актрису в штате студии. По её словам, это была временная занятость, пока она ожидала более значительной роли, однако некоторые источники оспаривают её утверждения, что она «никогда не была статисткой». Для съёмок она самостоятельно сшила костюм, так как студия имела ограниченное количество реквизита. Пауэлл считал Гудман подходящей для амплуа роковой женщины и представил её Уильяму Фоксу. По разным данным, контракт студии Fox с актрисой был подписан на сумму от 75 до 100 долларов в неделю сроком на три месяца. Первые недели она находилась «в резерве» на случай замены основной исполнительницы. Гудман настаивала на найме личного пресс-агента и сумела получить от Фокса дополнительное финансирование в размере 50 долларов в неделю для создания костюмов, что было редкостью в эпоху, когда актёры часто обеспечивали себя гардеробом самостоятельно. Биографы отмечают, что это свидетельствует либо о её настойчивости, либо о впечатлении, произведённом на продюсера её манерой держаться.
Для выхода фильма «Жил-был дурак» (1915) кинокомпания Fox впервые применила переработанную биографию актрисы в рекламных целях. Чтобы подчеркнуть экзотичность исполнительницы главной роли, Теодосии Гудман приписали вымышленную биографию, представив её как Теду Бару — дочь французской актрисы Теды де Коппе и итальянского художника Джузеппе Бары, якобы родившуюся в 1892 году в тени египетских пирамид. Роль «вамп» — роковой женщины, охотящейся за мужчинами с помощью обаяния — стала определяющей для карьеры актрисы, а сам фильм закрепил этот образ в массовом сознании.
Сценическое имя «Theda Bara» было придумано с расчётом на рекламный эффект. Отдел рекламы Fox утверждал, что оно является анаграммой выражения Arab Death («арабская смерть»), однако «Bara» происходило от фамилии по материнской линии, встречавшейся в разных источниках как Bara или di Barra. «Theda» было давним прозвищем Теодосии, что позволяет предположить её собственное участие в создании имени. Над рекламной кампанией работали пресс-агенты Джонни Голдфрап и Эл Селиг, которые сотрудничали с Уильямом Фарнумом, Нэнс О’Нил и Аннетт Келлерманн. Для продвижения «Жил-был дурак» они распространили историю о том, что режиссёр Фрэнк Пауэлл заметил Бару на сцене парижского Théâtre Antoine и пригласил на роль, полностью соответствующую его требованиям. Пресс-релизы утверждали, что Айседора Дункан обучала Бару изяществу движений вампирши — вероятно, выдумка Селига и Голдфрапа. Тем не менее, Бара действительно когда-то была знакома с Дункан. 

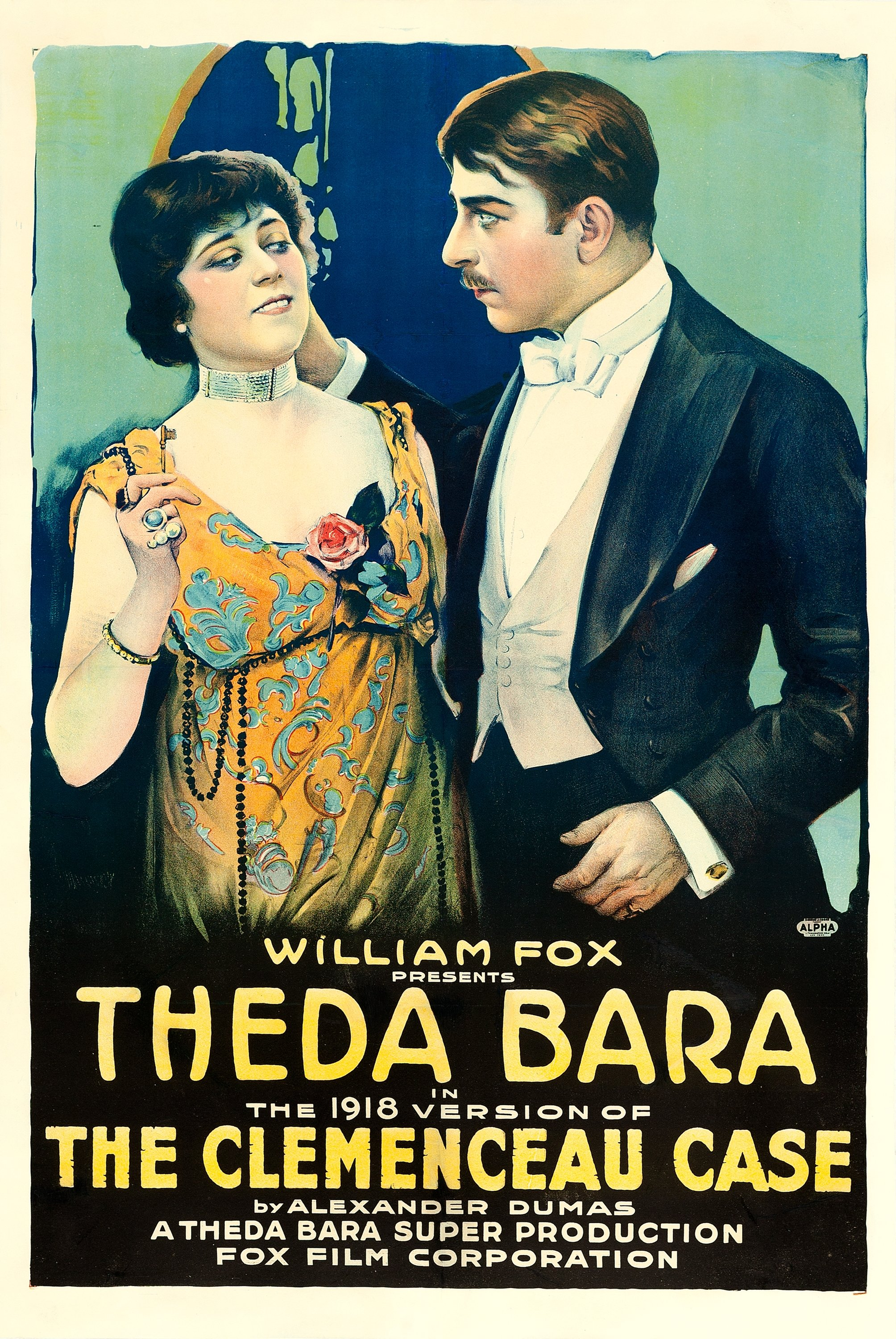
Постер фильма «Крейцерова соната» с Тедой Барой в главной роли.

Вскоре до выхода «Жил-был дурак» Теда Бара снялась ещё в двух фильмах Fox, среди которых особое значение для её карьеры имела «Крейцерова соната» (1915), поставленная Гербертом Бреноном по мотивам повести Льва Толстого. В картине, где главную роль исполнила известная театральная актриса Нэнс О’Нил, Бара предстала в образе красивой, но безжалостной сестры героини, соблазняющей её мужа-скрипача. Несмотря на второплановость роли, эта роль укрепила за Барой амплуа роковой женщины и продемонстрировала её экранную харизму. По воспоминаниям самой актрисы, работа рядом с О’Нил пробудила в ней желание соответствовать уровню партнёрши, а рецензенты отмечали, что её игра ничуть не уступала знаменитой «Американской Бернхардт», как тогда называли О’Нил. Успех «Крейцеровой сонаты» убедил руководство Fox, что в их распоряжении находится будущая звезда, и фильм стал важным шагом к получению Барой главных ролей и контрактов, обеспечивших ей статус одной из ведущих актрис студии. 
«Дело Клеменсо» (1915), поставленный режиссёром Гербертом Бреноном, стал третьей картиной Теды Бары для студии Fox и первой, где её имя заняло верхнюю строчку в афишах. В фильме она сыграла Изу — коварную и экзотическую парижанку, разрушающую жизни мужчин, включая главного героя Пьера Клемансо. Выход фильма  сопровождался яркой рекламной кампанией, в том числе легендами о съёмках с «гигантским королевским питоном» из Бронксского зоопарка, который, как позже выяснилось, был чучелом. Несмотря на критику за «откровенное изображение женской развращённости» в Dramatic Mirror, фильм укрепил статус Бары как одной из ключевых звёзд Fox и предопределил дальнейшую серию «вампирских» ролей в её карьере. Далее Бара снялась в ряде картин расширивших её экранное амплуа. В фильме «Дочь дьявола» (1915), основанном на пьесе Габриэле Д’Аннунцио, она исполнила роль Ла Джоконды — женщины, преданной любимым мужчиной и клянущейся отомстить всем представителям противоположного пола. Критики отмечали выразительность её мимики, зловещую атмосферу образа и грацию движений, однако сама роль продолжала развивать закрепившийся за актрисой типаж. Позднее в том же году Бара появилась в экранизации викторианского романа Мэри Элизабет Брэддон «Секрет леди Одли», сыграв главную героиню, замешанную в двоежёнстве, отказе от семьи и попытке убийства. Несмотря на драматический потенциал, этот образ был далёк от привычной для актрисы «вампирской» манеры, что, по мнению исследователей, стало причиной слабого зрительского интереса к картине. В фильме «Две сироты» (1915), поставленном Бреноном по пьесе 1872 года Les deux orphelines, Бара предстала в роли Генриетты, разыскивающей в Париже XVIII века свою потерянную, ослепшую и похищенную сестру. Съёмки частично проходили на натуре в Квебеке, что позволило воссоздать атмосферу старого города. Рецензенты высоко оценили актёрскую гибкость Бары, сумевшей преобразиться из роковой соблазнительницы в образ невинной героини, однако публика, ожидавшая «вампирских» ролей, встретила картину прохладно, что побудило студию Fox вновь сосредоточиться на привычном амплуа актрисы. Далее в том же году вышел фильм «Грех», для продвижения картины фотограф Джейкоб Фройлих создал серию постановочных снимков Бары в мрачном образе — в длинных чёрных нарядах, с бледным лицом, длинными волосами и в окружении ворон и скелетов. Эти фотографии стали иконографическим элементом образа актрисы и использовались студией для рекламы других её фильмов. 
В конце 1915—начале 1916 годов студия Fox продолжала активно продвигать Бару в картинах Рауля Уолша. Одной из них стал фильм «Змея» (1916), изначально задуманный с действием в Мексике или Испании, но из-за сильного снегопада перенесённый в дореволюционную Россию. Бара согласилась на изменения и сыграла русскую девушку, мстящую дворянину. Съёмки велись в Форт-Ли с привлечением русской труппы артистов, а сам фильм, по словам Уолша, имел «хорошую прессу» и коммерческий успех, хотя критики отмечали «вульгарность» сюжета. В 1915 году Бара исполнила заглавную роль в версии «Кармен» от Fox, выпущенной одновременно с постановкой Сесиля Б. Демилля, что вызвало в прессе «битву Кармен». Обе картины стали хитами, а популярность Бары достигла пика, фильмы с ней собирали более миллиона зрителей в неделю. На съёмках актриса проявляла выдержку, что отмечал Уолш, называя её «одной из самых приятных актрис». Однако современники отзывались о ней противоречиво: коллега Мириам Купер считала Бару «полноватой и непривлекательной» без грима, но «экзотичной» в сценическом образе. По наблюдению историка Ванды Крефт, все фильмы Бары в 1915—1916 годах основывались на авторитетных литературных или театральных источниках, а её героини почти всегда погибали в финале, что удовлетворяло ожидания публики и цензоров. Так, в «Уничтожении» (1915) героиня провоцировала забастовку, но погибала в горящем особняке, вызвав саркастические комментарии прессы.  
В начале 1916 года студия предприняла попытку вывести Бару за рамки амплуа роковой соблазнительницы, утвердив её на несколько ролей «добропорядочных девушек», включая экранизацию мелодрамы «Ист-Линн» (1916). Однако зрители не приняли актрису в новом образе, и Уильям Фокс вновь сосредоточил её карьеру на «вампирских» ролях. В этот период пресс-интервью Бары тщательно контролировались, многие её ответы были заранее подготовлены или срежиссированы как часть поддержания экранного образа. В 1916 году началось её сотрудничество с режиссёром Дж. Гордоном Эдвардсом в серии коммерчески успешных фильмов, внутри студии получивших название «суперпостановок Теды Бары». В их числе были «Вечная Сапфо» (1917), «Женщина-тигр» (1917), «Лисица» (1916), а также «Её двойная жизнь» (1916) и «Её величайшая любовь» (1917). В ленте «Под двумя флагами» актриса исполнила роль Сигаретт — сорвиголовы, участвующей в Алжирской кампании. Съёмки проходили во Флориде и на песчаных дюнах, использованных как декорация для Сахары. К числу её заметных ролей этого периода также относятся Джульетта в фильме «Ромео и Джульетта» (1916) и цыганка Эсмеральда в «Возлюбленная Парижа» (1917). В конце 1916 года контракт Бары с Fox был продлён, а её недельный оклад увеличен до 1500 долларов. Условия соглашения предусматривали ограничения на публичные появления актрисы, что, по замыслу студии, должно было сохранить ореол таинственности вокруг её имени. К началу 1917 года Бара входила в тройку самых кассовых звёзд американского кино, уступая по популярности лишь Мэри Пикфорд и Чарли Чаплину. Весной того же года она покинула Нью-Йорк и переехала в Южную Калифорнию для съёмок в своей самой известной картине — «Клеопатра».

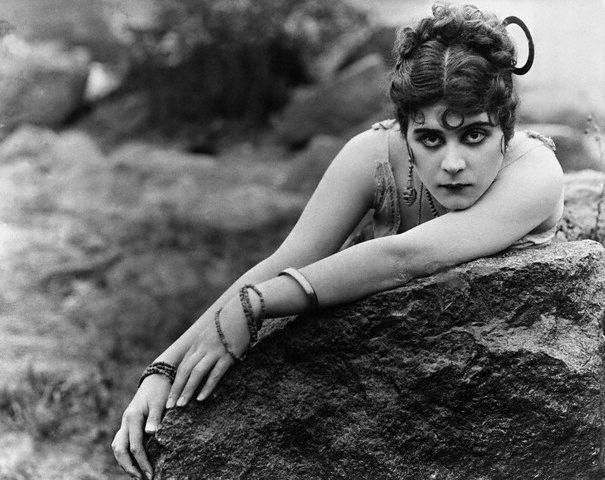
В фильме «Кармен» (1915)

### Завершение карьеры
Устав играть яркие, но однообразные роли, Бара не раз пыталась сменить амплуа и несколько раз добивалась своего, сыграв в фильме «Кэтлин Мавурнин» (1919) невинную ирландскую крестьянку, а в картине «Под двумя флагами» (1916) — отважную девушку из Иностранного легиона.
Во время Первой мировой войны актриса с большим энтузиазмом занималась общественной деятельностью, посещая военные лагеря и жертвуя часть своих гонораров на военные нужды. В 1918 году она находилась на пике карьеры и уступала в популярности лишь Чарли Чаплину и Мэри Пикфорд, но уже через год Уильям Фокс, основатель киностудии Fox Film, потерял интерес к актрисе и звезда Теды Бары закатилась столь же быстро, сколь взошла. С тех пор она появилась на киноэкране ещё дважды — в драме «Непокорённая женщина» (1925) и комедии «Мадам Тайна» (1926).
Карьера Бары завершилась ещё до начала эпохи звукового кино, поэтому — наряду с Барбарой ла Марр, Уоллесом Рейдом и некоторыми другими звёздами немого кино — она входит в число тех актёров, голоса которых зрителю уже не суждено услышать.
В 1930-х годах Бара написала автобиографическую книгу «О чём молчат женщины» (англ. What Women Never Tell), повествовавшую о её профессиональном опыте, но мемуары не были опубликованы.

### Личная жизнь
В 1921 году Теда Бара вышла замуж за кинорежиссёра и сценариста британского происхождения Чарльза Брабина. Он не был расположен задействовать жену в своих фильмах, и Бара прожила остаток жизни в праздности, превратив свои дома в Голливуде и Нью-Йорке в модные салоны, где собирался цвет кинематографического сообщества. Её брак, в отличие от многих актёрских союзов, оказался прочным — супруги были вместе до самой смерти Теды от рака желудка в 1955 году. Чарльз пережил её на два года и умер в 1957 году.

## Экранный образ
Экранный образ Теды Бары, сформированный в её первых фильмах и поддержанный агрессивной рекламной кампанией студии Fox, основывался на архетипе femme fatale — роковой женщины, соблазнительницы и разрушительницы мужских судеб. По собственным словам актрисы, её представление о героине-вамп заключалось не столько в портрете женщины, сколько в создании «юного и прекрасного символа греха», боящегося лишь старости и смерти. Бара описывала свою героиню как «склеп, наполненный мужскими надеждами», женщину, которая живёт за счёт разрушения чужих жизней и для которой единственным достойным качеством является храбрость. Рекламные материалы придавали этому образу черты исторических и мифологических фигур — от библейской Далилы до Лукреции Борджиа и Элизабет Батори. В пресс-релизах подчеркивалось, что её героини — перевоплощения самых коварных женщин в истории, чьи преступления навсегда вписаны в летописи.

Фотография со скелетом

Ключевым элементом образа был подчёркнутый экзотизм. Студия распространяла вымышленные биографии Бары, приписывая ей происхождение от французских, итальянских, русских или даже египетских предков. По её собственному признанию, идея «родиться в двух кварталах от Сфинкса» была выбрана ею самой ради романтической загадочности. В разные периоды её «легенда» менялась: в зависимости от роли могли упоминаться «бургундский нос» как признак французской крови, «итальянское происхождение» или «гордая бельгийская кровь».
Ещё одной важной чертой образа была вызывающая сексуальность, при этом лишённая прямой угрозы для зрителя. Как отмечает киновед Маржори Розен, Бара была «слишком далека от реальности, чтобы аудитория могла проецировать на неё свои фантазии». Её «неестественность» делала её безопасной фигурой для викторианской морали, позволяя зрителям наслаждаться образом без чувства вины. Визуально образ женщины-вамп закрепился благодаря серии рекламных фотографий, сделанных Джейкобом Фройлихом. На них актриса предстала в облегающих или свободных чёрных платьях, с длинными чёрными волосами, бледной кожей и тёмными глазами, нередко в окружении воронов, скелетов или окутанная белыми тканями. Эти фотографии, первоначально сделанные для фильма «Грех» (1915), стали универсальными иллюстрациями к её имени и использовались студией для продвижения самых разных картин.
По мнению Филлипа Дая, биографа Бары, рекламная кампания также активно играла на общественных страхах перед иммигрантами и «чужаками». В начале XX века в США усиливались антисемитские и ксенофобские настроения, а сторонники евгеники рассматривали новые волны миграции как угрозу «расовой гигиене». Образ Теды Бары — «иностранки» с загадочным и опасным прошлым умело эксплуатировал эти настроения, что помогало студии усиливать внимание к её фильмам. Архетип роковой женщины, экзотическая «легенда происхождения», вызывающая, но «безопасная» сексуальность и намеренно преувеличенная театральность, этот образ не только обеспечил актрисе мгновенное признание, но и стал одним из символов раннего Голливуда.
В начале 1916 года студия Fox предприняла попытку изменить экранный имидж актрисы, утвердив её на роли «добропорядочных девушек», включая экранизацию мелодрамы «Ист-Линн». Однако публика не приняла её в новом амплуа, и руководство вернулось к прежнему образу роковой соблазнительницы. Для поддержания «вампирской» репутации Fox тщательно контролировала её публичные выступления. Интервью часто инсценировались: вопросы и ответы подбирались заранее, а актрису одевали в специально сшитые наряды, подчеркивающие её таинственный облик. Легенда о происхождении дополнялась экзотическими деталями: «воспитание в оазисе Сахары», обучение в Сорбонне, обладание амулетами и талисманами якобы времён древнего Египта. Влияние образа Бары выходило за пределы киноэкрана. По воспоминаниям Мэри Пикфорд, после выхода одного из фильмов актрисы «вампирская волна» охватила страну: женщины стали носить чёрные блузы и белые юбки, висячие серьги, имитировать «взгляд Бары» — надменный, с полуопущенными веками и лёгкой улыбкой. Не все зрители воспринимали этот образ как безопасное развлечение: актрису обвиняли в «развращении нравов», писали ей письма с угрозами и ненавистью, а иногда избегали при личной встрече, считая её воплощением киногероинь. Бара в ответ утверждала, что считает свои фильмы «уроками морали», призванными показать опасность зла под маской привлекательности.
В конце 1916 года условия нового контракта с Fox предусматривали строгие ограничения на публичные появления актрисы: она не могла появляться на улице без вуали или в автомобиле с открытыми окнами, а также пользоваться общественным транспортом, что должно было поддерживать ореол загадочности. Печатные материалы описывали её как живущую в «восточной роскоши» в окружении двух пожилых мавританских слуг. Популярность Бары была столь велика, что женщины по всей стране подражали не только её манере одеваться и знаменитому «взгляду», но и походке. При этом близкий круг актрисы — мать, брат и сестра — переехали к ней в Нью-Йорк; брат работал ассистентом режиссёра на студии Fox, а сестра начала карьеру сценаристки, что позволяло сохранять доверенную команду и в личной, и в профессиональной сфере.

## Признание
В 1960 году актриса была удостоена звезды на Голливудской «Аллее славы».

«Запретная тропа» (1918)

## Фильмография

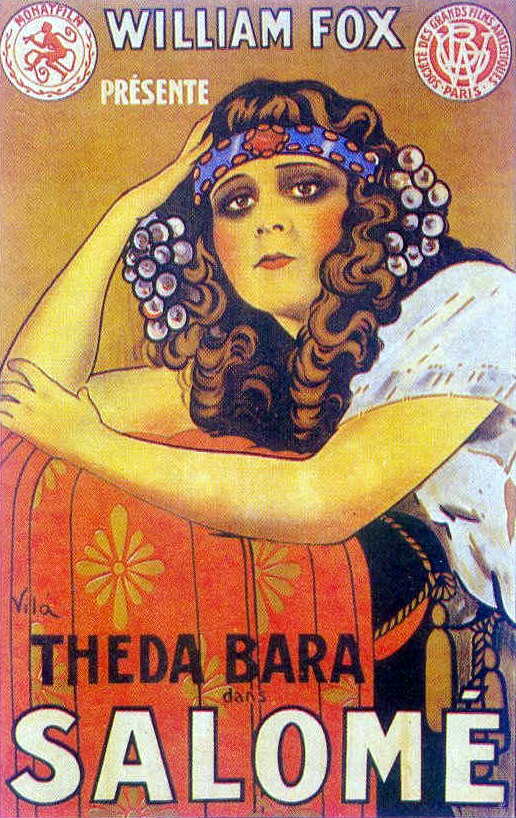
Плакат фильма «Саломея» (1918)

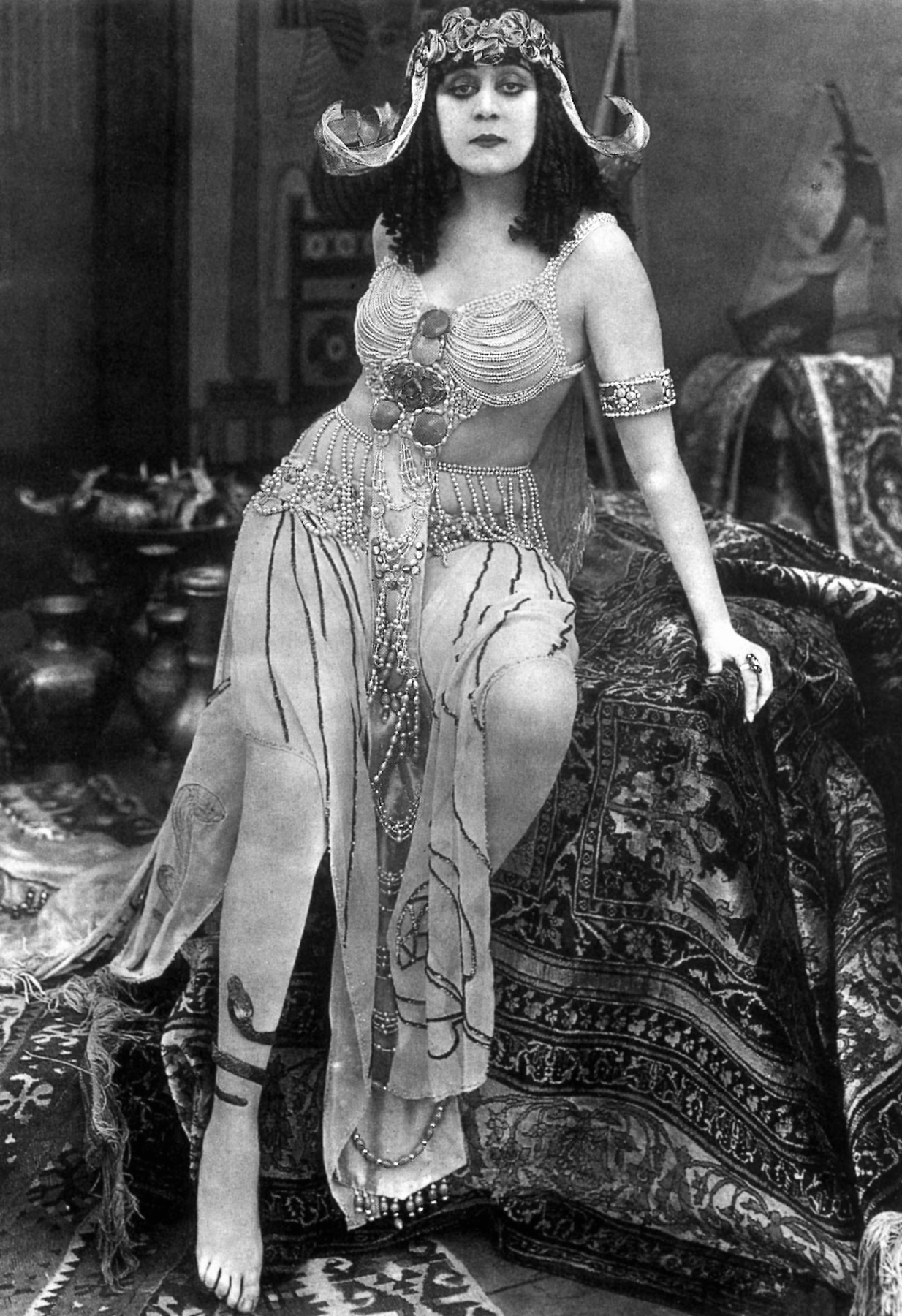
«Клеопатра» (1917)

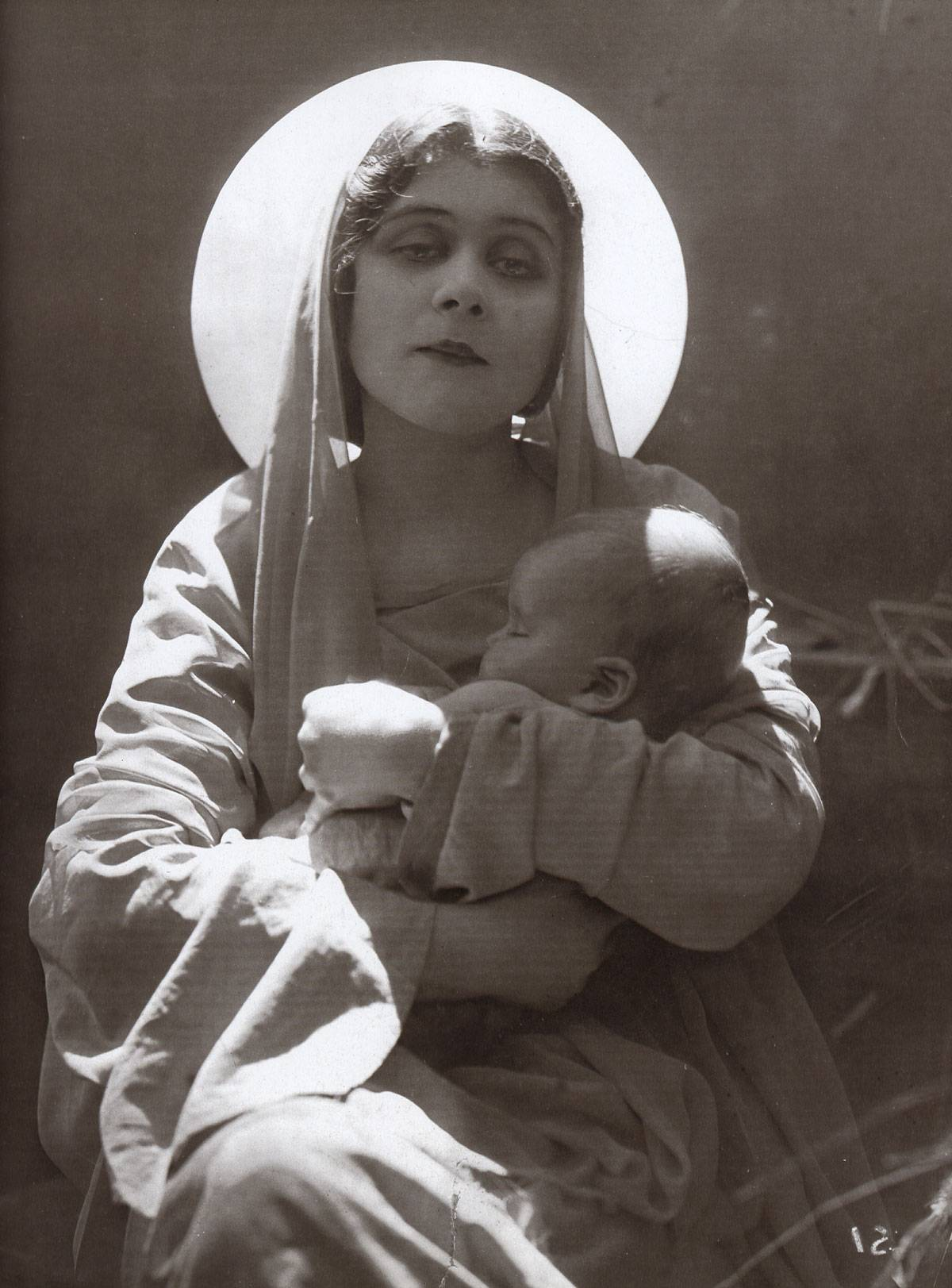
Фотография с младенцем

К сожалению, большая часть плёнок с фильмами Теды Бары сгорела во время пожара на киностудии Fox Film. Из перечисленных сохранились лишь «Непокорённая женщина», «Ист-Линн», «То был дурак» и «Пятно».
| Год  |   | Русское название        | Оригинальное название | Роль                  |
| ---- | - | ----------------------- | --------------------- | --------------------- |
| 1914 | ф | Пятно                   | The Stain             | Gang moll             |
| 1915 | ф | Жил-был дурак           | A Fool There Was      | Вампирша              |
| 1915 | ф | Крейцерова соната       | The Kreutzer Sonata   | Селия Фридлендер      |
| 1915 | ф | Дело Клеменсо           | The Clemenceau Case   | Иза                   |
| 1915 | ф | Дочь дьявола            | The Devil’s Daughter  | Джоконда              |
| 1915 | ф | Секрет леди Одли        | Lady Audley’s Secret  | Хелен Талбойс         |
| 1915 | ф | Две сироты              | The Two Orphans       | Генриетта             |
| 1915 | ф | Грех                    | Sin                   | Роза                  |
| 1915 | ф | Кармен                  | Carmen                | Кармен                |
| 1915 | ф | Каторжанин              | The Galley Slave      | Франческа Бработ      |
| 1915 | ф | Уничтожение             | Destruction           | Фернада               |
| 1916 | ф | Змея                    | The Serpent           | Вания Лазар           |
| 1916 | ф | Золото и женщина        | Gold and the Woman    | Джульет де Кордова    |
| 1916 | ф | Бессмертная Сапфо       | The Eternal Sappho    | Лора Браффинс         |
| 1916 | ф | Ист-Линн                | East Lynne            | Леди Изабелла Карлайл |
| 1916 | ф | Под двумя флагами       | Under Two Flags       | Cigarette             |
| 1916 | ф | Её двойная жизнь        | Her Double Life       | Мэри Дун              |
| 1916 | ф | Ромео и Джульетта       | Romeo and Juliet      | Джульетта             |
| 1916 | ф | Лисица                  | The Vixen             | Элси Драммонд         |
| 1917 | ф | Кровавая роза           | The Rose of Blood     | Лиза Тапенко          |
| 1917 | ф | Возлюбленная Парижа     | The Darling of Paris  | Эсмеральда            |
| 1917 | ф | Тигрица                 | The Tiger Woman       | Принцесса Петрович    |
| 1917 | ф | Её самая большая любовь | Her Greatest Love     | Хэзел                 |
| 1917 | ф | Душа и сердце           | Heart and Soul        | Джесс                 |
| 1917 | ф | Дама с камелиями        | Camille               | Маргерит Готье        |
| 1917 | ф | Клеопатра               | Cleopatra             | Клеопатра             |
| 1917 | ф | Мадам Дюбарри           | Madame Du Barry       | Жанна Вобернье        |
| 1918 | ф | Когда женщина грешит    | When a Woman Sins     | Лилиан Марчард        |
| 1918 | ф | В ярме                  | Under the Yoke        | Мария Вальверда       |
| 1918 | ф | Дьяволица               | The She Devil         | Лоретта               |
| 1918 | ф | Запретная тропа         | The Forbidden Path    | Мэри Линд             |
| 1918 | ф | Душа Будды              | The Soul of Buddha    | Жрица                 |
| 1918 | ф | Саломея                 | Salome                | Саломея               |
| 1919 | ф | Песнь сирены            | The Siren’s Song      | Мари Бернес           |
| 1919 | ф | Тяга тщеславия          | The Lure of Ambition  | Ольга Долан           |
| 1919 | ф | Свет                    | The Light             | Бланшетт Дюмон        |
| 1919 | ф | Когда мужчины желают    | When Men Desire       | Мари Лор              |
| 1919 | ф | Там была женщина        | A Woman There Was     | Принцесса Зара        |
| 1919 | ф | Кэтлин Мавурнин         | Kathleen Mavourneen   | Кэтлин Кавано         |
| 1919 | ф | Прекрасная русская      | La Belle Russe        | Флеретт Сактон        |
| 1925 | ф | Непокорённая женщина    | The Unchastened Woman | Кэролайн Ноллис       |
| 1926 | ф | Мадам Тайна             | Madame Mystery        | Мадам Мистеро         |

### на английском языке
- Balio, Tino (1985). The American Film Industry. University of Wisconsin Press, 680 pages. ISBN 978-0-299-09873-5
- Brownlow, Kevin (1968). The Parade’s Gone By… University of California Press, 577 pages, ill. ISBN 978-0-5200-3068-8
- Collins, Bill and Collins, William J. (1987). Bill Collins Presents «The Golden Years of Hollywood». South Melbourne: MacMillan, 248 pages, ill. ISBN 978-0-3334-5069-7
- Dye P. Lost Cleopatra: A Tale of Ancient Hollywood (англ.). — BearManor Media, 2020. — 488 p. — ISBN 1629335959. — ISBN 978-1629335957.
- Förster, Annette (2017). Women in the Silent Cinema: Histories of Fame and Fate. Series: Framing Film. Amsterdam: Amsterdam University Press, 572 pages, ill. ISBN 978-9-4629-8995-5
- Koszarski, Richard (1994). An Evening’s Entertainment: The Age of the Silent Feature Picture, 1915—1928 (History of the American Cinema, Volume 3). University of California Press, 395 pages, ill. ISBN 978-0-5200-8535-0
- McDonald, Paul (2000). The Star System: The Hollywood production of popular identities. London: Wallflower Press, 144 pages, ill. ISBN 978-1-9033-6402-4
- Monush, Barry (2003). The Encyclopedia of Hollywood Film Actors: From the Silent Era to 1965, Volume 1. Applause Theatre & Cinema Books, 832 pages. ISBN 978-1-5578-3551-2
- Ragan, David (1976). Who’s Who in Hollywood, 1900—1976. New Rochelle, New York: Arlington House, 864 pages. ISBN 978-0-8700-0349-3

### на немецком языке
- Brownlow, Kevin; Hoffmann, Hilmar (Hrsg.); Schobert, Walter (Hrsg.): Pioniere des Films: Vom Stummfilm bis Hollywood. Stroemfeld Verlag, Basel 1997, 688 Seiten, ISBN 978-3-8787-7386-3

### на нидерландском языке
- Leeflang, Thomas, 100 Jaar Cinema: The Art of Hollywood, Bosch en Keuning, 1995, 447 pagina’s: ill., ISBN 978-9-0246-0209-4